# لوسین مساماتی
لوسین مساماتی (به انگلیسی: Lucian Msamati؛ زادهٔ ۵ مارس ۱۹۷۶) کارگردان، نمایشنامه‌نویس، بازیگر و تهیه‌کننده فیلم تانزانیایی-بریتانیایی است. وی دانش‌آموختۀ زبان‌های فرانسوی و پرتغالی در دانشگاه زیمبابوه است.
از جمله فیلم‌ها یا مجموعه‌های تلویزیونی که وی در آن‌ها نقش داشته‌است، می‌توان به والار دوهاریس، ریچارد دوم، افسانه‌های واهی، دروغگوی خوب و مجمع کاردینال‌ها  اشاره کرد.